# Crater Highlands

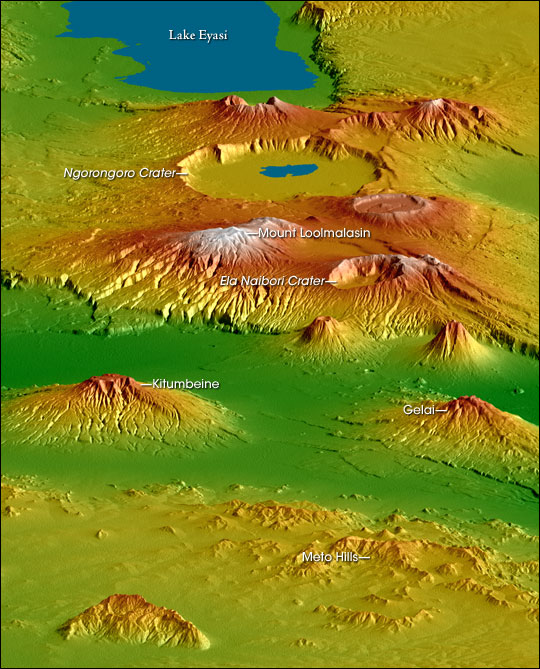
Topographische Karte der Crater Highlands, Blickrichtung von Nord nach Südwesten

Die Crater Highlands (Swahili: Milima kasoko ya Ngorongoro, deutsch auch Hochland der Krater oder Hochland der Riesenkrater) sind ein geologisch junges vulkanisches Gebiet im nördlichen Tansania, das entlang der Ostafrikanischen Bruchstufe in der Region Arusha und im Norden der Region Manyara liegt.
Das Kraterhochland besteht aus mehreren großen Vulkankomplexen (vornehmlich Calderas), darunter den Basalt-Trachybasalt-Trachyandesit-Vulkanen Lemagarut (auch: Lemagrut, 2,4–2,2 Millionen Jahre (Ma) alt) und Ngorongoro (2,25–2,0 Ma alt, der Ngorongoro enthält auch Trachydazit) und dem Basalt-Trachyandesit-Vulkan Oldeani (1,6–1,5 Ma alt), nach denen die Region benannt ist.
Weiterhin existieren in den Crater Highlands einige der bedeutendsten paläontologischen Fundstätten der Welt.

## Geologie
Das Hochland liegt in der Grabenbruchzone des Ostafrikanischen Grabens am Schnittpunkt der Zweige zweier tektonischer Platten, der Afrikanischen Platte und der Somaliaplatte, was zu den charakteristischen und markanten geologischen Formen führt.
Wie in Spreizungsgebieten üblich, entstanden die Vulkane durch aufsteigendes Magma, das an dieser Stelle die Erdoberfläche erreichte und zunächst Vulkankegel ausbildete. Durch die andauernde vulkanische Tätigkeit explodierten die Kegel in der Folge oder brachen zusammen, als sich die darunter liegenden Magmakammern geleert hatten. Weiterhin konnten die Vulkankegel auch durch die anhaltende Spreizung auseinanderbrechen, was zur Bildung der Calderen führte.
(Siehe dazu auch: Ozeanbodenspreizung)
Das etwa 4100 km² große Gebiet gehört zu dem nördlichen abflusslosen Gebieten von Tansania, in dem es dank seiner Höhe eine zentrale Stellung einnimmt. Die Einzugsgebiete des Eyasisees, Magadisees und Manyara-Sees teilen sich zusammen mit noch weiteren kleineren, selbständigen abflusslosen Gebieten in seine Hänge.

## Vegetation

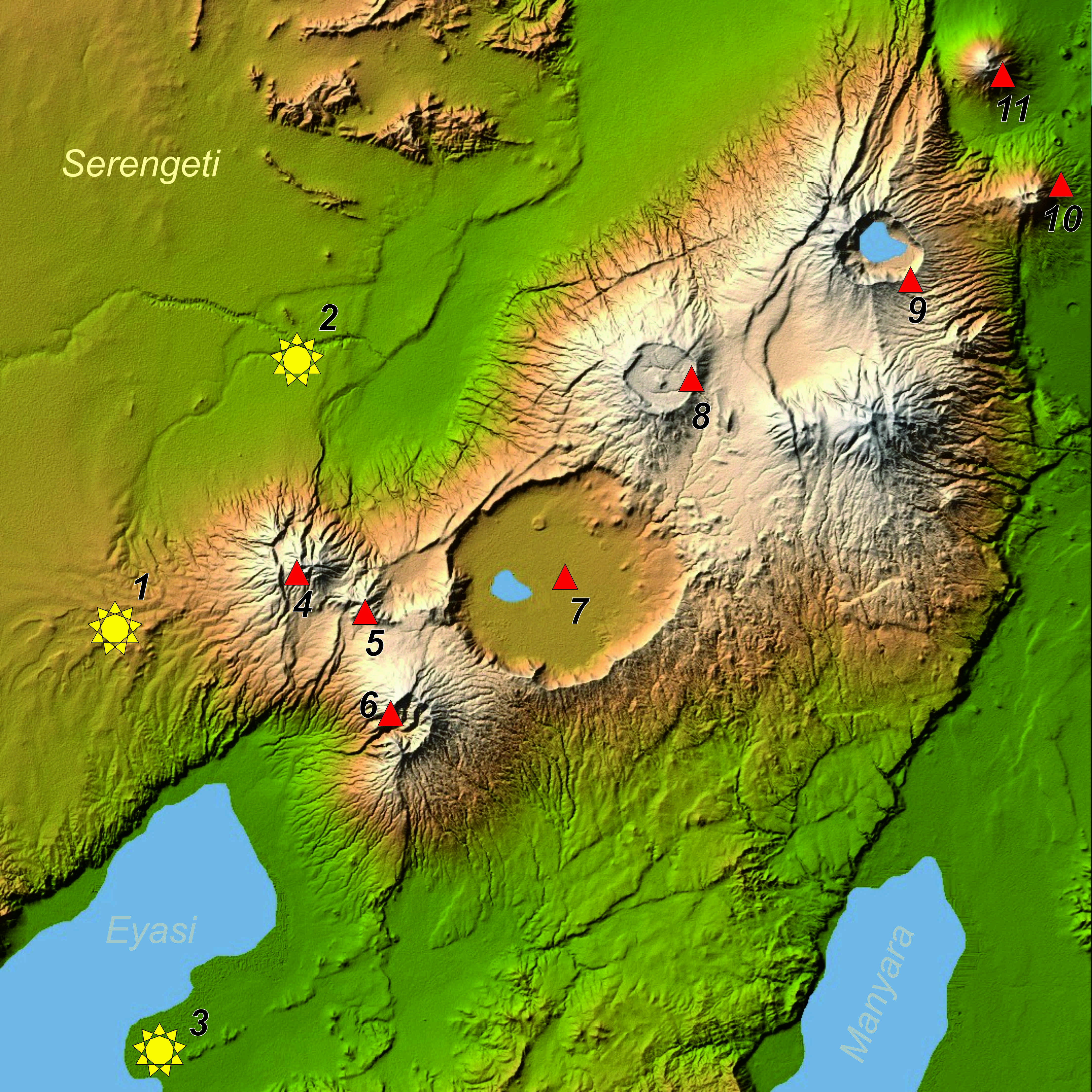
Prähistorische Fundstätten: 1: Laetoli (Australopithecus sp., Paranthropus aethiopicus) 2: Olduvai (Paranthropus boisei, Homo habilis) 3: Eyasi (Homo sapiens)
Vulkane: 4: Sadiman 5: Lemagrut 6: Oldeani 7: Ngorongoro 8: Olmoti 9: Empakaai 10: Kerimasi 11: Ol Doinyo Lengai

Das Klima der Crater Highlands ist an den Ost- und Südhängen feucht und reicht für eine tropische Höhenwaldzone, deren untere Grenze zwischen 1500 und 2100 m liegt. Unterhalb des Waldes ist dürftige Baum- und Buschgrassteppe die Vegetation der Hänge, an deren unteren Teilen dichter Dornbusch vorherrscht. Über dem Wald, ab etwa 2200–2500 m, breiten sich Grasfluren aus, darüber die an Trockenheit angepasste Hochgebirgsvegetation, ähnlich wie man sie
ab 3300 m am Kilimandscharo findet.

## Geographie
Das Vulkangebiet, das „von deutschen Geographen als Hochland der Riesenkrater bezeichnet wurde“ (Zitat Hecklau, 1989), erstreckt sich zwischen Eyasisee und Manyara-See im Süden und Natronsee im Norden. Nach tektonischen Gesichtspunkten zählt die Region zur Störungsdivergenzzone in Tansania innerhalb der ostafrikanischen Verwerfungszone. Die Bruchlinien laufen nach Osten und weiter südlich fächerförmig auseinander. Die Höhenstufe mit den Vulkanen ist Teil des Gregory Rift im Ostafrikanischen Grabensystem.
Die folgenden geographischen Objekte werden als Teil der Crater Highlands angesehen:
- Empakaai (auch: Ela Nairobi)
- Olmoti
- Gelai
- Kitumbeine
- Eyasisee
- Meto Hills
- Loolmalasin
- Ngorongoro
- Lemagrut
- Sadiman
- Kerimasi
- Oldeani
- Ol Doinyo Lengai
- Lossirwa

## In der deutschen Kolonialzeit
In der deutschen Kolonialzeit wurde das Gebiet um 1904 durch den deutschen Geographen Fritz Jaeger näher erforscht. Die Bezeichnung „Riesenkraterhochland“ geht auf Jaeger zurück, so wie auch einige weitere Benennungen. So nannte er das zentrale Hochland mit den vier Calderen der Vulkane Loolmalassin, Ela Nairobi, Olossirwa (auch: Lossirwa) und Olmoti nach dem Verlagsbuchhändler O. Winter-Heidelberg, der die Mittel zur ersten Erforschung bereitstellte, Winterhochland, die höchste Erhebung des Loolmalassin mit 3643 m Höhe Hettner-Gipfel. Die sich hieran im Südwesten anschließenden Kraterberge Oldeani, Malanja und Lemagrut nannte er Baumann-Hochland. Diese Bezeichnungen sind allerdings heute nicht mehr in Gebrauch.
Allerdings ist eine Bergspitze im Nordwesten der Crater Highlands mit einer Höhe von 3042 m nach Jaeger Jaeger Summit benannt.